# Eurythecta eremana
Eurythecta eremana är en fjärilsart som beskrevs av Edward Meyrick 1885. Eurythecta eremana ingår i släktet Eurythecta och familjen vecklare. Inga underarter finns listade i Catalogue of Life.